# 柳比米夫卡 (別里斯拉夫區)
47°23′34″N 33°43′0″E / 47.39278°N 33.71667°E
柳比米夫卡（烏克蘭語：Любимівка）是位於烏克蘭南部的村莊，由赫爾松州貝里斯拉夫區的新沃龍佐夫卡市鎮負責管轄。該村始建於1921年，面積199平方公里，海拔高度79米，2001年人口1,695，人口密度每平方公里8.5人。